# تيم هانكوك
تيم هانكوك (20 أبريل 1972 - )  (بالإنجليزية: Tim Hancock)‏ هو لاعب كريكت بريطاني.